# Cengio
Céngio ( U'Cengg in dialetto valbormidese, Çengio in ligure) è un comune italiano di 3 395 abitanti della provincia di Savona in Liguria.

## Geografia fisica
Cengio è situato in alta val Bormida, sul versante settentrionale dell'Appennino ligure adiacente al colle di Cadibona, e consiste in un insieme di borgate sugli opposti versanti della Bormida di Millesimo. Il territorio è delimitato in alcuni punti da terrazze rocciose, dette "cenge", da cui deriverebbe il toponimo del borgo.

## Storia
Secondo le fonti storiche l'attuale territorio di Cengio fu abitato in epoca preistorica dai Varagini, una locale tribù dei Liguri, che solamente nel 163 a.C. verranno sottomessi, con non poche difficoltà, dall'Impero romano. Il borgo medievale, citato con l'antico toponimo di Cinglum o Cinglo, fu assoggettato al vescovo di Savona Bernardo con diploma imperiale di Ottone I di Sassonia - datato all'8 settembre 967 - e confermato nel 999 da Ottone III al vescovo savonese Giovanni I.
Compreso nella Marca degli Aleramici dal X secolo e possesso di Bonifacio del Vasto (quest'ultimo cederà il borgo di Cinglo alla canonica dell'abbazia di Ferrania nel 1097), i feudi principali di Cengio e Rocchetta Cengio passeranno nel 1142 nelle mani di Ugo del Vasto, marchese di Clavesana e poi del fratello Anselmo di Ceva. È in questo frangente storico che verranno edificati il castello di Cengio Alto e la torre saracena di Rocchetta Cengio, entrambi distrutti nei secoli successivi.
Nel 1268 il territorio feudale (comprensivo anche dei centri maggiori come Millesimo e Saliceto) entrò nelle proprietà del marchese Corrado Del Carretto che l'anno successivo si mise sotto la protezione della Repubblica Astese. Negli anni successivi fu sempre assoggettato al vassallaggio della famiglia carrettesca, ma nelle proprietà del Marchesato del Monferrato e della Signoria Viscontea.
Nel corso delle guerre franco-spagnole del Seicento Cengio acquisì un importante ruolo strategico: se i Franco-piemontesi fossero riusciti a impadronirsene, avrebbero potuto utilizzare Cengio come base da cui minacciare di interrompere il collegamento fra Milano e Madrid lungo la valle della Bormida di Spigno. Dal 1638 gli Spagnoli finanziarono la costruzione di fortificazioni moderne a Cengio tramite l'imposizione di dazi nel Finalese. Nel 1648 gli scontri bellici portarono alla devastazione del paese e alla distruzione del castello. Nel 1659 i territori tra Cengio e Millesimo verranno ceduti dalla Spagna al Ducato di Savoia e dal 18 novembre del 1738, a seguito della Pace di Vienna, annesso al Regno di Sardegna.
Sul finire del XVIII secolo subì la sorte di altri borghi e località della val Bormida partecipando agli scontri napoleonici del 1796.
Con la dominazione francese il territorio di Cengio rientrò dal 2 dicembre 1797 nel Dipartimento del Tanaro, con capoluogo Asti, all'interno della Repubblica Subalpina. Annesso al Primo Impero francese, dal 13 giugno 1805 al 1814 venne inserito nel Dipartimento di Montenotte.
Nel 1815 fu inglobato nel Regno di Sardegna, così come stabilì il Congresso di Vienna del 1814, inizialmente compreso nella III Divisione di Cuneo e sotto la provincia di Mondovì; dal 1819 Cengio fu amministrato dalla sabauda provincia di Genova nella VII Divisione di Genova.
Inglobato nel Regno d'Italia dal 1861, dal 1859 al 1927 il territorio fu compreso nel II mandamento di Millesimo del circondario di Savona facente parte della provincia di Genova; nel 1927 anche il territorio comunale cengese passò sotto la neo costituita provincia di Savona.
Subisce gli ultimi aggiustamenti al territorio comunale nel 1928 quando le fu unito il soppresso comune di Rocchetta Cengio e, nello stesso anno, con la cessione di alcune zone in favore del comune di Millesimo.
Dal 1973 al 30 aprile 2011 ha fatto parte della Comunità montana Alta Val Bormida.

### Simboli
Stemma
Gonfalone
Bandiera

Lo stemma e il gonfalone sono stati concessi con decreto del presidente della Repubblica del 23 gennaio 1986.

## Monumenti e luoghi d'interesse

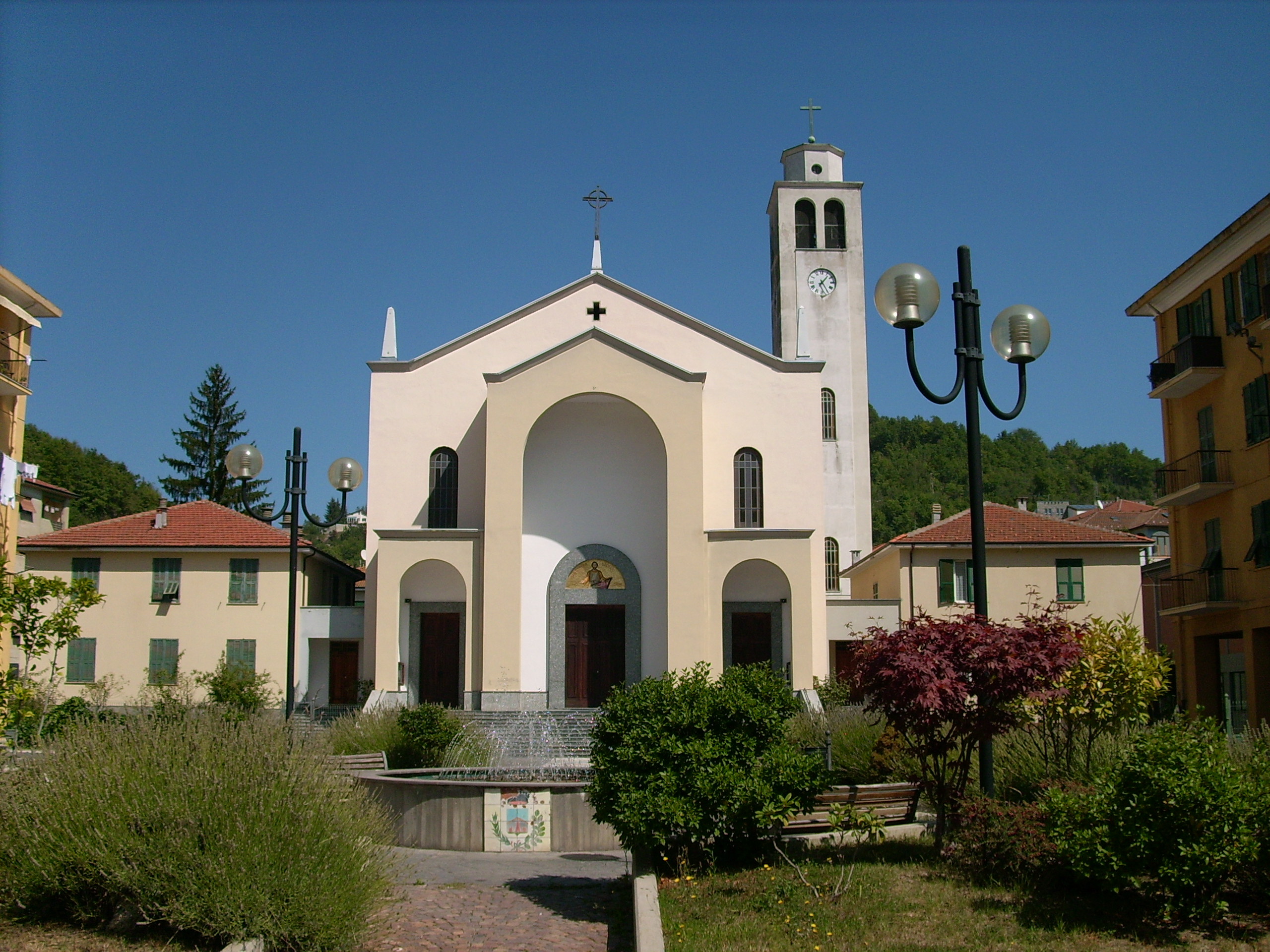
La chiesa parrocchiale di San Giuseppe nel quartiere Bormida

### Architetture religiose
- Chiesa parrocchiale di San Giuseppe nel quartiere di Bormida. Eretta nel 1955, da pochi anni ospita mosaico dietro l'altare con al centro la statua di San Giuseppe. Ristrutturata nel 2010, ospita due cappelle laterali al presbiterio: a sinistra il battistero, a destra la cappella del Santissimo Sacramento.
- Chiesa di Santa Caterina nel quartiere di Bormida. Edificata nel XVIII secolo, fu parrocchiale del paese in attesa del completamento della chiesa di San Giuseppe.
- Cappella di San Rocco nella borgata di Brignoletta. Presenta una particolarità quasi unica: la statua del santo contenuta nella cappella presenta una ferita sulla gamba destra di san Rocco e non sulla sinistra, come è solitamente rappresentato.
- Santuario della Natività di Maria Vergine nella borgata di Cengio Alto, del 1662, edificata in stile barocco piemontese, con portico e portale in pietra del 1807.
- Chiesa parrocchiale dei Santi Barbara e Giovanni Battista nel quartiere di Genepro. Eretta in stile neoromanico agli inizi del Novecento, a partire da una struttura civile-industriale di proprietà del vicino stabilimento SIPE.
- Chiesa parrocchiale di San Nicola di Bari nel quartiere di Rocchetta. Citata per la prima volta nel 1205 quale Ecclesia Rochetale sub Cingio, venne parzialmente ricostruita nel XVIII secolo; un tempo con l'asse orientato ovest-est, venne ricostruita a metà dell'Ottocento a pianta centrale ruotando la facciata verso la piazza cioè a sud (la base del campanile è ancora quella originaria). Conserva al suo interno un organo del 1830 costruito dai fratelli Vittino di Centallo.
- Cappella di San Rocco (già intitolata ai santi Quirico e Giulitta) nel quartiere di Rocchetta.
- Cappella di San Sebastiano nel quartiere di Rocchetta.
- Cappella di San Filippo e San Marco Caviglia.
- Cappella dei Santi Giovanni Nepomuceno e Vincenzo Ferrer.
- Cappella di Santa Teresa (privata).
- Cappella della Madonnina.
- Cappella di Santa Maria degli Angeli.

### Architetture civili
- Palazzo Rosso. Ex edificio del dopolavoro ACNA, costruito in uno stile neo romanico, con grandi ambienti interni totalmente affrescati, ora è un importante centro del paese: è la sede locale della Snamprogetti, ospita gli uffici del Commissario delegato per l'ACNA e gli uffici locali della Provincia di Savona. Negli ultimi anni, dopo il passaggio della gestione e della proprietà della struttura all'amministrazione Comunale, sta tornando ad essere importante sede anche in campo culturale con il grande corridoio centrale ospitante mostre e l'ex sala cinema, rinata come teatro, ospitante appunto spettacoli teatrali, musicali e conferenze.
- Il municipio, costruito durante il ventennio fascista, rappresenta un tipico esempio dell'architettura del regime. Un tempo era di solo un piano, due piani la parte centrale, con una piccola torre. Ora è stato alzato: nell'ala centrale ospita il Comune, alla sinistra il poliambulatorio e alla destra la SOMS e il gruppo bocciofilo.
- Una serie di edifici civili d'epoca, costruiti a inizio del Novecento come alloggi per gli operai, che stanno diventando di interesse internazionale per lo studio dell'edilizia operaia e dell'archeologia industriale (a partire dall'anno 2010, le università la Sorbona di Parigi, insieme a quelle di Padova e di un'altra università portoghese hanno iniziato uno studio più approfondito di questi siti). Cengio possedeva fino a qualche anno fa anche un borgo operaio costruito secondo i crismi di quella architettura operaia propria del periodo della seconda rivoluzione industriale, tale borgo durante le operazioni di bonifica è stato completamente, forse un po' troppo frettolosamente, raso al suolo.

### Architetture militari

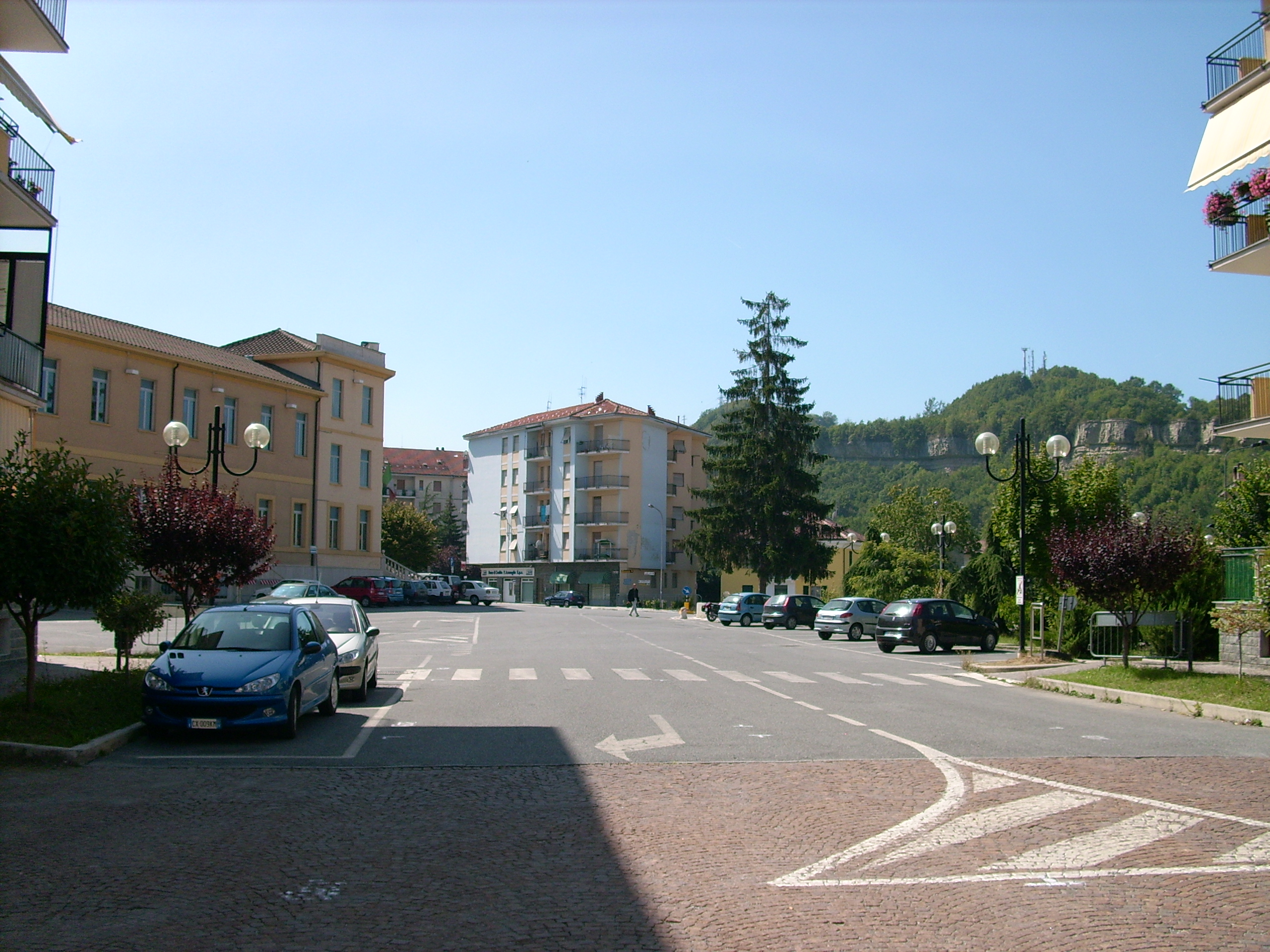
Scorcio della piazza principale

- Castello di Cengio Alto. Imponente costruzione del Medioevo, fu eretto dai marchesi di Clavesana nel XII secolo e ampliato in seguito dai Del Carretto. Distrutto dall'esercito spagnolo nel 1648, ad oggi restano poche rovine.
- Torre Saracena. Sita a Rocchetta e simbolo del quartiere, fu edificata nel XIII secolo. Nel corso degli eventi bellici della seconda metà del XVII secolo fu quasi completamente distrutta, lasciando ad oggi in piedi solo un lato dell'edificio con i segni di un grande caminetto dell'ingresso con ponte levatoio e un paio di finestre.

### Aree naturali
- Area naturalistica attrezzata Rio Parasacco. Questa comprende tre sentieri diversi: Sentiero 001 - "Una montagna di amici", Sentiero 002 - "Don Tarcisio Bertola", Sentiero 003 - "Senza confini"[13]. Inoltre dispone di due percorsi concomitanti: il "Percorso Natura" che segue il rio a ritroso, lungo circa 6 km (A/R), e il "Percorso Vita" costituito da sei stazioni ginniche, oltre ad un'area pic-nic e un campetto da calcio. L'area, che in parte attraversa una piana alluvionale e in parte è immersa nel bosco, è costituita da "calanchi" di arenaria e marna, di grande importanza dal punto di vista botanico, geologico e faunistico. Infatti, è presente una "forra a meandro" scavata dal Rio Parasacco in cui vivono trote, gamberi di fiume e cavedani. Per quanto riguarda la fauna, sono presenti rospi, salamandre e tritoni, mentre a livello di flora si può trovare il castagno, il nocciolo, il carpino bianco, l'orniello, il tiglio e l'acero campestre [14].
- Nuovo percorso ciclo-pedonale collegante il centro di Cengio, la sua frazione Vignali, Roccavignale e Millesimo.
- Nel territorio comunale di Cengio è presente e preservato un sito di interesse comunitario, proposto dalla rete Natura 2000 della Liguria, per il suo particolare interesse naturale, faunistico e geologico. Il sito è collocato nel versante occidentale della valle del rio Chiappa, tra abitazioni residenziali e coltivazioni. In questa zona era presente una cava di estrazione dell'argilla (Cava Ferecchi) che, una volta dismessa, ha formato aree umide artificiali dove è segnalato un particolare habitat formato da vegetazioni acquatiche come le orchidee. Tra le specie animali sono presenti gli anfibi raganella (Hyla italica) e il tritone alpestre (Triturus alpestris) e la luscengola (Chalcides chalcides) della famiglia dei rettili; tra gli uccelli il porciglione (Rallus aquaticus) e la pavoncella (Vanellus vanellus)[15].

## Società

### Evoluzione demografica
Abitanti censiti

Da pochi abitanti, la popolazione cengese ha avuto una grande crescita demografica negli anni settanta-ottanta-novanta del XX secolo, durante il periodo di piena attività dell'ACNA. Ora la popolazione va via via diminuendo, anche a causa della chiusura di questa industria che dava lavoro a gran parte dei valbormidesi.

### Etnie e minoranze straniere
Secondo i dati Istat al 31 dicembre 2019, i cittadini stranieri residenti a Cengio sono 464, così suddivisi per nazionalità, elencando per le presenze più significative:
1. Marocco, 112
2. Romania, 83
3. Albania, 76
4. Tunisia, 32
5. Senegal, 29
6. Ucraina, 23

## Geografia antropica
Nel territorio comunale si trovano, oltre al capoluogo (che comprende le località di Bormida, Genepro, Montaldo e Rocchetta), le località di Brignoletta, Cengio Alto, Costa e Vignali, per una superficie territoriale di 18,96 km².
Confina a nord con il comune di Saliceto (CN), a sud con Roccavignale, Millesimo e Cosseria, ad ovest con Montezemolo (CN), ad est con Cairo Montenotte.

## Economia
Nella zona si pratica la coltivazione dei cereali e altri prodotti naturali e la produzione di liquori biologici.
Nel territorio ha operato tra il 1882 e il 1999 lo stabilimento chimico dell'ACNA in cui si producevano vernici, coloranti e pigmenti. Ora il sito ha compiuto la sua bonifica ed è il primo sito europeo completamente bonificato in questo senso, ad oggi l'amministrazione comunale attende il compimento di tutte le pratiche burocratiche (da parte di governo e regioni) per rilanciare, nel rispetto dell'ambiente, l'imponente area rimasta libera. Della vecchia ACNA resterà solo il torrione antincendio, simbolo dello stabilimento, la portineria e il biologico. Inoltre l'ACNA contiene un laboratorio universitario che segue costantemente la bonifica.

## Infrastrutture e trasporti

### Strade
Il centro di Cengio è attraversato principalmente dalla strada provinciale 339 di Cengio che gli permette il collegamento stradale con Millesimo, a sud, e Saliceto in provincia di Cuneo. Un ulteriore collegamento viario del territorio è la provinciale 42 per Cosseria.

### Ferrovie
Cengio è dotata di una stazione ferroviaria, recentemente ristrutturata per allargare la strada, sulla ferrovia Torino-Fossano-Savona.

## Amministrazione

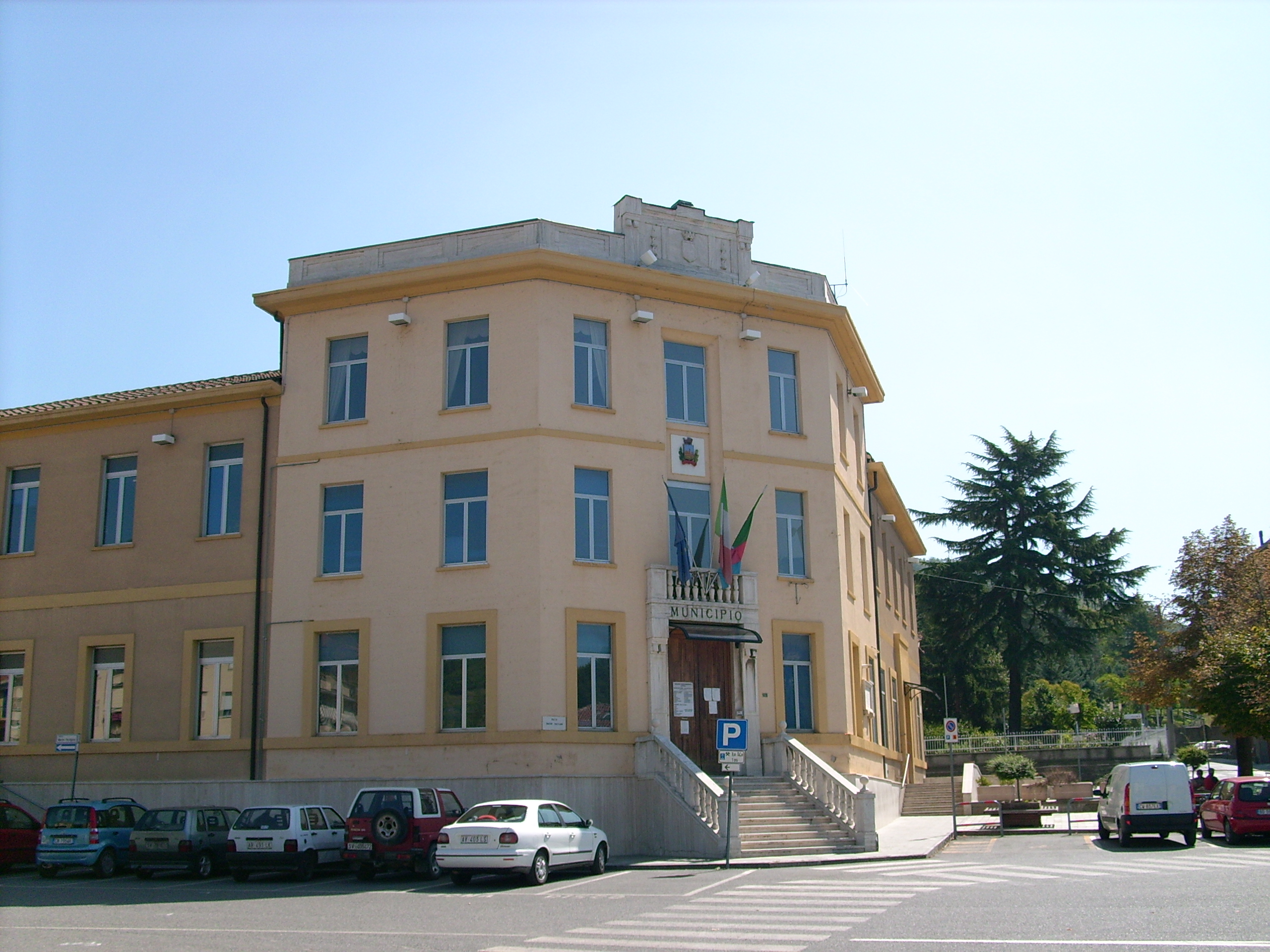
Il municipio

| Periodo          | Periodo          | Primo cittadino | Partito                                          | Carica      | Note          |
| ---------------- | ---------------- | --------------- | ------------------------------------------------ | ----------- | ------------- |
| 19 dicembre 1985 | 8 giugno 1990    | Sergio Gamba    | Indipendente                                     | Sindaco     |               |
| 15 ottobre 1990  | 6 dicembre 1993  | Bruno Pesce     | Democrazia Cristiana                             | Sindaco     | [ 19 ]        |
| 16 dicembre 1993 | 24 aprile 1995   | Ezio Billia     | Indipendente                                     | Sindaco     |               |
| 24 aprile 1995   | 14 giugno 1999   | Sergio Gamba    | lista civica di centro                           | Sindaco     |               |
| 14 giugno 1999   | 14 giugno 2004   | Sergio Gamba    | Partito Socialista Italiano                      | Sindaco     |               |
| 14 giugno 2004   | 8 giugno 2009    | Ezio Billia     | Cengio c'è (lista civica)                        | Sindaco     |               |
| 8 giugno 2009    | 25 novembre 2012 | Ezio Billia     | Cengio c'è (lista civica)                        | Sindaco     | [ 19 ]        |
| 26 novembre 2012 | 27 maggio 2013   | Sergio Marenco  | Cengio c'è (lista civica)                        | Vicesindaco | [ 20 ]        |
| 27 maggio 2013   | 10 giugno 2018   | Sergio Marenco  | Cengio c'è (lista civica di centro-sinistra)     | Sindaco     | [ 21 ] [ 22 ] |
| 10 giugno 2018   | 15 maggio 2023   | Francesco Dotta | Cengio nel cuore (lista civica di centro-destra) | Sindaco     | [ 23 ]        |
| 15 maggio 2023   | in carica        | Francesco Dotta | Cengio nel cuore (lista civica di centro-destra) | Sindaco     |               |

## Sport

### Calcio
- U.S.D. Cengio, militante nel campionato di Prima Categoria e di Seconda Categoria (squadra B).

### Escursionismo
Nel comune di Cengio ha sede la sottosezione "Ezio Billia" del Club Alpino Italiano (C.A.I.). Fu fondata nel 1967 dal primo socio fondatore e presidente Ezio Billia, insieme ad un gruppo di 52 persone, a cui venne intitolata nel 2013.
Dopo 36 anni, nel 2003 la reggenza del presidente Ezio Billia giunse al termine.
Nel 2009 la sottosezione inaugurò i sentieri del Rio Parasacco a Cengio , progetto realizzato in collaborazione con le allora Comunità montana Alta Val Bormida, la Comunità montana Langa delle Valli, il Comune di Saliceto e il Comune di Cengio.
La rete di sentieri facente parte del progetto è divisa in: “Una montagna di amici”, “Don Tarcisio Bertola” e “Senza Confini” .